# Якшино (Одинцовський район)
Якшино (рос. Якшино) — село в Одинцовському районі Московської області Російської Федерації.

## Розташування
Село Якшино входить до складу міського поселення Кубинка, воно розташоване поруч з Мінським шосе М1, село майже з усіх сторін оточено лісом. Найближчі населені пункти Соф’їно, Дютьково, Хомяки.

## Населення
Станом на 2006 рік у селі проживало 2 особи.